# Гардин, Владимир Ростиславович
Влади́мир Ростисла́вович Га́рдин (настоящая фамилия Благонра́вов; 6 (18) января 1877, Тверь — 28 мая 1965, Ленинград) — русский и советский актёр, театральный и кинорежиссёр, сценарист, педагог, чтец, теоретик кино. Один из основателей и руководитель первой в мире Государственной школы кинематографии (ВГИК). Народный артист СССР (1947).

## Биография
Владимир Благонравов родился в Твери в дворянской офицерской семье. Родители рано расстались: мать ушла к другому человеку, и сына воспитывал отец, подполковник гусарского полка Ростислав Фёдорович Благонравов, после Октябрьской революции официально сменивший фамилию на Гардин — сценический псевдоним сына. Благонравовы жили в Москве. Отец любил петь, играть на рояле и читать стихи, в его доме часто собиралась столичная аристократия.
В 1894 году Владимир Гардин окончил Второй Московский кадетский корпус, затем учился в Киевском военном училище. В 1896—1897 годах находился на военной службе в Новогеоргиевской крепостной артиллерии. После увольнения в запас поступил на должность младшего контролёра в Акцизном ведомстве. Выступал на любительской сцене Пожарного общества в Рославле Смоленской губернии.

### Актёр театра
С 1898 по 1904 год играл в антрепризах под руководством Е. Славянского (Рославль), Сергея Ратова (Рига), Полины Никоновой (Гродно), Ефимова (Царицыно), Виктора Форкатти и Людвига Людвигова (Таганрог, Кишинёв), Николая Красова (Тифлис) и других. С 1904 по 1906 год выступал на сцене Драматического театра Веры Комиссаржевской. В 1907 году перешёл в Ново-Василеостровский театр под руководством Николая Попова (Санкт-Петербург).
В 1907 году организовал Новый театр в Териоках, где ставил экспериментальные пьесы, запрещённые цензурой. Главным режиссёром был Всеволод Мейерхольд. После отказа убрать из репертуара «Соломею» вышел приказ об аресте Гардина, но тот успел покинуть Россию и уехал в Париж, где в 1908 организовал русский театр. По возвращении в 1909—1912 годах служил актёром и режиссёром театров Воронежа, Царицына и Саратова. В 1912 году в Театре Корша исполнил роль Феди Протасова в пьесе «Живой труп».

### Приход в кино
В 1913 году заключил контракт с торговым домом «Тиман и Рейнгардт» и начал работать в качестве кинорежиссёра и сценариста «Русской золотой серии», иногда снимаясь как актёр. Дебютировал картиной «Ключи счастья», снятым совместно с Яковым Протазановым, который исполнял роль консультанта, подсказывая начинающему режиссёру, как лучше снять ту или иную сцену. Бюджет фильма и время съёмок многократно превысили установленные стандарты, а его успех превзошёл все ожидания. «Ни один фильм, ни до, ни после „Ключей счастья“ не имел такого коммерческого успеха».
К 1914 году Гардин стал ведущим режиссёром торгового дома, наряду с Протазановым. Экранизировал как классические, так и современные произведения («Вавочка», «Дни нашей жизни», «Привидения»), а также ставил фильмы по оригинальным сценариям («Маска смерти», драма «Жребий» по сценарию Фёдора Сологуба). Особенным успехом пользовались фильмы «Дворянское гнездо» и «Анна Каренина», где впервые появилась Вера Холодная.
В связи с начавшейся Первой мировой войной немецкий подданный Пауль Тиман, опасаясь за свою судьбу, выпустил целый ряд патриотических фильмов. Так, Гардиным были сняты «Под пулями немецких варваров», «Ужасы Калиша», «В огне славянской бури», «Подвиг казака Кузьмы Крючкова» (фильм был снят за один день и пользовался большой популярностью) и «Энвер-паша — предатель Турции».
В начале 1915 года Тиман, узнав, что Александр Ханжонков снимает «Войну и мир», решил опередить его и запустил в производство экранизацию того же романа. Гардин совместно с Протазановым успели снять фильм раньше Ханжонкова, картина принесла большие сборы, однако оба режиссёра покинули торговый дом. По мнению Владимира Михайлова, их уход «был протестом против коммерциализации „Русской золотой серии“», тогда как Виктор Короткий полагал, что «причиной могли быть опасения режиссёров быть обвинёнными в отсутствии патриотизма» из-за работы в немецкой фирме.
Режиссёры организовали собственное производство, которое вскоре распалось, после чего Гардин объединил усилия с предпринимателем Владимиром Венгеровым. Кинопавильон их товарищества «Киночайка» (более известное как «Товарищество Венгеров и Гардин») оборудовали в Петровском парке, а другой, для зимних съёмок, — на крыше Дома Нирнзее.
До 1917 года Гардин поставил более 30 фильмов. Среди них выделяются «Приваловские миллионы», «Мысль» и «Слава сильным… гибель слабым…». В 1917 году он стал режиссёром фирмы «Нептун», где снимал салонные мелодрамы, зачастую с мистическим сюжетом. Во многих из этих фильмов главную роль сыграл Григорий Хмара. Всего до революции Гардин снял 43 фильма.

### В Советской России
В 1918 году Гардин был главным режиссером Центрального фронтового передвижного красноармейского театра, начальником контрольного отдела Кино-фотокомитета Наркомпроса.
В 1919 году он стал одним из организаторов и первым директором первой в мире Государственной школы кинематографии, заведовал кинопроизводством ее кинофотоотдела. В 1921 году вместе со своими учениками поставил фильм «Серп и молот» о жизни в городе и в деревне в годы Гражданской войны.
В 1922—1924 годах участвовал в организации кинопроизводства на Ялтинской кинофабрике и Одесской кинофабрике Всеукраинского фотокиноуправления (ВУФКУ). Его фильм «Призрак бродит по Европе» был полностью снят в Крыму по мотивам рассказа Эдгара По «Маска красной смерти» о свержении монарха на одном из островов. Следующий фильм «Последняя ставка мистера Энниока» был экранизацией рассказа Александра Грина «Жизнь Гнора». Третий фильм Гардина «Слесарь и Канцлер», снятый по мотивам пьесы Анатолия Луначарского «Канцлер и слесарь», отражал политические интриги, закончившиеся революцией в вымышленной стране Нордландии.
В 1927 году Гардин снял один из первых белорусских фильмов «Кастусь Калиновский» совместного производства «Белгоскино» и «Совкино».
Работал также на фабрике «Межрабпом-Русь», на Ленинградской фабрике «Совкино», на фабрике «Востоккино» и других в качестве режиссёра. После прихода звука в кино выступал только как актёр, снявшись более чем в 70 фильмах. С 1940 года выступал также на эстраде.
В годы Великой Отечественной войны вместе с женой в составе шефской фронтовой бригады «Ленфильма» выезжал на фронт, выступал в Доме офицеров в Ленинграде, в госпиталях. Супруги пережили блокаду Ленинграда, во время которой дали около 500 концертов перед войсками. Один из них состоялся 31 мая 1942 года в Большом зале Ленинградской филармонии.
В то же время Гардин оставил ряд дневниковых записей, в которых крайне критично рассуждает о коммунизме и советской власти (листки были вырваны из тетради и перемешаны на случай, если кто-то решит их прочесть).
После войны несколько лет сидел почти без работы, распродавал картины и раритетные вещи из квартиры, продал дачу в Татьянино. Давал концерты, в 1947 ему, наконец, выделили роль в фильме «Солистка балета». В том же году ему было присвоено звание Народного артиста СССР. Совместно с женой выпустил книгу мемуаров «Жизнь и труд артиста» (1960).
Скончался 28 мая 1965 года в Ленинграде после девяти лет тяжёлой болезни. Похоронен на Богословском кладбище (уч. 71).

### Личная жизнь
- Прадед по отцу — Иван Иванович Лажечников (1792—1869), писатель, один из зачинателей русского исторического романа[2].
- Жена (с 1927 года) — Татьяна Дмитриевна Булах-Гардина (1904—1973), актриса театра и кино, поэтесса.
  - Сын — Юрий Владимирович Гардин (1905—?), инженер-испытатель цеха № 13 оптического завода № 393 Министерства вооружений СССР. В 1942 году он, тяжело больной, смог покинуть Ленинград при содействии отца, после чего пропал; Владимир Ростиславович был уверен в гибели сына, но в 1945 году стало известно, что тот благополучно добрался и устроился на подмосковный оптический завод. На контакт с семьёй он больше не выходил и единственную телеграмму прислал на смерть режиссёра из Алма-Аты. Числится в списках репрессированных общества «Мемориал»[3][14].
- Племянник — Андрей Глебович Булах, учёный, доктор геолого-минералогических наук, профессор СПбГУ. Автор и составитель мемуаров «Жизнь и труд артиста» (2011), основанных на дневниковых записях Татьяны Булах-Гардиной и историка архитектуры Валерия Шуйского[15].

Владимир Гардин проживал в т. н. Доме Боткина на Потёмкинской улице и, также как и Сергей Боткин, увлекался коллекционированием картин.

## Театральные работы

### Актёр
(1898—1904)
- «Коварство и любовь» Ф. Шиллера — Президент
- «Братья Карамазовы» по Ф. М. Достоевскому — Фёдор Павлович Карамазов
- «Василиса Мелентьева» А. Н. Островского — Воротынский

Драматический театр В. Ф. Комиссаржевской (1904—1906)
- «Кукольный дом» Г. Ибсена — Крогстад
- «Дачники» М. Горького — Шалимов
- «Таланты и поклонники» А. Н. Островского — Дулебов

Ново-Василеостровский театр под руководством Н. А. Попова (Санкт-Петербург)
- 1907 — «Варвары» М. Горького — Цыганов

Театр Корша (Москва)
- 1912 — «Живой труп» Л. Н. Толстого — Федя Протасов

### Режиссёр
Свободный театр в Териоках
- 1907 — «Ткачи» Г. Гауптмана
- 1907 — «Савва» Л. Н. Андреева
- 1907 — «К звёздам» Л. Н. Андреева

Русский театр в Париже
- 1908 — «Жизнь человека» Л. Н. Андреева
- 1908 — «Привидения» Г. Ибсена

## Фильмография

### Актёр
- 1912 — 1812 год
- 1913 — Ключи счастья — дядюшка
- 1914 — Энвер-паша — предатель Турции — кайзер Вильгельм II
- 1914 — Дни нашей жизни — доктор
- 1915 — Приваловские миллионы — Бахарев
- 1915 — Война и мир — Наполеон I
- 1915 — Крик жизни — эпизод
- 1916 — Власть земли — Обёртышев
- 1917 — К народной власти — фабрикант
- 1919 — Смельчак
- 1923 — Хозяин чёрных скал — эпизод
- 1924 — Слесарь и Канцлер — Гаммер
- 1930 — Наши девушки — Матвеев
- 1930 — Мёртвая душа — Иванов
- 1930 — Города и годы — фабрикант
- 1930 — По ту сторону — доктор
- 1930 — Счастливый Кент — заведующий конторой
- 1931 — Их пути разошлись — Айвазян
- 1931 — Кровь земли — начальник экспедиции
- 1931 — Секрет (короткометражный) — Жуков
- 1931 — Снайпер — генерал
- 1932 — Встречный — мастер Бабченко
- 1932 — Блестящая карьера — Капнист
- 1932 — Двадцать шесть комиссаров — человек с хризантемой
- 1932 — Сердце Соломона — председатель сельсовета
- 1932 — Слава мира — Пауль Форст
- 1932 — Тайна Кара-Тау — профессор Шахров
- 1932 — Утирайте слезы — дедушка Шадэ
- 1932 — Анненковщина — генерал Жадэ
- 1933 — Иудушка Головлёв — Порфирий Головлёв
- 1934 — Дом жадности
- 1934 — Мечтатели — профессор
- 1934 — Песнь о счастьи — Карл Францевич Виатачек
- 1934 — Чудо — Пущин
- 1935 — Гибель сенсации — Джек Рипль
- 1935 — Интриган — Сергей Николаевич, директор Лётной школы
- 1935 — Кондуит — Никита Павлович Камышев
- 1935 — Крестьяне — дед Анисим
- 1935 — Новая родина — Людвиг Вертхольд / рабочий Сушкевич
- 1936 — Дубровский — князь Верейский
- 1936 — Концерт Бетховена — профессор Малевич, отец Янки
- 1936 — Я люблю — хозяин
- 1937 — Соловей — пан Вашемирский
- 1937 — Юность поэта — гувернер Мейер
- 1937 — Пугачёв — секретарь сената
- 1938 — Пётр Первый — Пётр Толстой
- 1938 — Враги — Печенегов
- 1938 — Год девятнадцатый — генерал
- 1939 — Случай на полустанке — Бахманов
- 1939 — Степан Разин — Киврин, боярин разбойного приказа
- 1939 — Человек в футляре — Михаил Васильевич, директор гимназии
- 1940 — Приятели — Фёдор Фомич
- 1940 — Разгром Юденича — генерал Юденич
- 1941 — Антон Иванович сердится — Иоганн Себастьян Бах
- 1941 — Боевой киносборник № 2 (сюжет «Встреча») — расстреливаемый
- 1941 — Парень из тайги — Фёдор Кузьмич Потанин, старатель, старый партизан
- 1944 — Морской батальон — гражданин в кацавейке, сосед Маркиных
- 1946 — Солистка балета — Любомирский
- 1950 — Секретная миссия — Диллон
- 1950 — Огни Баку — Верфильд, нефтепромышленник

### Режиссёр
- 1913 — Ключи счастья (совм. с Я. А. Протазановым)
- 1914 — Анна Каренина (сохранился не полностью: фрагмент)[16]
- 1914 — В огне славянской бури (не сохранился)
- 1914 — Вавочка (не сохранился)
- 1914 — Дворянское гнездо (не сохранился)
- 1914 — Дни нашей жизни (не сохранился)
- 1914 — Крейцерова соната (сохранился не полностью: первые 3 части из 4-х)
- 1914 — Маска смерти (не сохранился)
- 1914 — Под пулями немецких варваров (не сохранился)
- 1914 — Привидения (не сохранился)
- 1914 — Энвер-паша — предатель Турции (не сохранился)
- 1915 — Без пуговиц (не сохранился)
- 1915 — Бранд (совм. с Гасеном, П. Н. Орленевым)
- 1915 — Война и мир (совместно с Я. А. Протазановым) (не сохранился)
- 1915 — Дикарка (не сохранился)
- 1915 — Крик жизни (не сохранился)
- 1915 — Маскарад чувств (не сохранился)
- 1915 — Много ли человеку земли нужно (совместно с Н. П. Маликовым) (не сохранился)
- 1915 — Гранатовый браслет (совместно с Н. П. Маликовым)
- 1915 — Накануне (совместно с Н. П. Маликовым) (сохранился не полностью: фрагменты)[17]
- 1915 — Петербургские трущобы (совместно с Я. А. Протазановым) (не сохранился)
- 1915 — Приваловские миллионы (не сохранился)
- 1916 — Барышня-крестьянка (совм. с О. И. Преображенской) (не сохранился)
- 1916 — Богема (не сохранился)
- 1916 — В сетях сирен (не сохранился)
- 1916 — Великая страсть (совм. с И. А. Сойфером)
- 1916 — Власть земли (не сохранился)
- 1916 — Доктор-ловелас (не сохранился)
- 1916 — Дочь улицы (не сохранился)
- 1916 — Изобретательность любви (не сохранился)
- 1916 — Лунный свет (не сохранился)
- 1916 — Мысль (не сохранился)
- 1916 — Пиковое положение (не сохранился)
- 1916 — Слава сильным… гибель слабым… (сохранился не полностью: 2 части из 6[18])
- 1916 — Торговый дом по эксплуатации апельсиновых корок (не сохранился)
- 1916 — Белый негр (не сохранился)
- 1916 — Двадцать два несчастья (не сохранился)
- 1917 — Дети сатаны (совм. с А. М. Смирновым) (не сохранился)
- 1917 — Любовь монаха (не сохранился)
- 1917 — Милый друг (не сохранился)
- 1917 — Наше сердце (не сохранился)
- 1917 — Роковое (Граф Нирод) (не сохранился)
- 1918 — Ток любви (не сохранился)
- 1918 — День коммунистической молодёжи (документальный)
- 1918 — Похороны Я. М. Свердлова (документальный)
- 1919 — Девяносто шесть (не сохранился)
- 1919 — Железная пята (совм. с другими) (не сохранился)
- 1921 — Голод... голод... голод (короткометражный) (совм. с В. И. Пудовкиным)
- 1921 — Серп и молот (совм. с В. И. Пудовкиным)
- 1922 — Великий Октябрь
- 1922 — Призрак бродит по Европе
- 1923 — В дни Парижской коммуны
- 1923 — Помещик (совм. с О. И. Преображенской) (не сохранился)
- 1923 — Последняя ставка мистера Энниока (не сохранился)
- 1923 — Хмель
- 1924 — Слесарь и Канцлер (совм. с О. И. Преображенской)
- 1924 — Остап Бандура (не сохранился)
- 1924 — Особняк Голубиных
- 1924 — Четыре и пять
- 1925 — Медвежья свадьба (совм. с К. П. Эггертом)
- 1925 — Золотой запас (не сохранился)
- 1925 — Крест и маузер
- 1926 — Карьера Спирьки Шпандыря (совм. с Б. Н. Светловым)
- 1927 — Кастусь Калиновский
- 1927 — Поэт и царь (совм. с А. И. Гинцбургом и Е. В. Червяковым)
- 1928 — Четыреста миллионов (не сохранился)
- 1929 — Песня весны (не сохранился)

### Сценарист
- 1914 — Анна Каренина
- 1914 — В огне славянской бури
- 1914 — Вавочка
- 1914 — Маска смерти
- 1914 — Под пулями немецких варваров
- 1914 — Подвиг казака Кузьмы Крючкова
- 1914 — Привидения (не сохранился)
- 1914 — Ужасы Калиша
- 1914 — Энвер-паша — предатель Турции
- 1914 — Крейцерова соната
- 1915 — Война и мир (совместно с Я. А. Протазановым)
- 1915 — Дикарка
- 1915 — Крик жизни
- 1915 — Маскарад чувств
- 1915 — Много ли человеку земли нужно
- 1915 — Петербургские трущобы
- 1915 — Приваловские миллионы
- 1916 — Власть земли
- 1916 — Барышня-крестьянка (совм. с О. И. Преображенской)
- 1916 — Дочь улицы
- 1916 — Мысль
- 1917 — Любовь монаха
- 1917 — Роковое
- 1919 — Железная пята (совм. с А. В. Луначарским)
- 1921 — Голод... голод... голод (короткометражный) (совм. с В. И. Пудовкиным)
- 1923 — Помещик
- 1924 — Слесарь и Канцлер (совм. с В. И. Пудовкиным)
- 1926 — Карьера Спирьки Шпандыря
- 1927 — Кастусь Калиновский
- 1927 — Поэт и царь (совм. с Е. В. Червяковым)
- 1928 — Четыреста миллионов (совм. с Я. Бабушкиным)
- 1929 — Песня весны (совм. с А. Ф. Лежневичем)

### Монтажёр
- 1915 — Брандт
- 1919 — За красное знамя
- 1919 — Последний патрон
- 1922 — Великий Октябрь

### Архивные кадры
- «Легенды мирового кино», еженедельный цикл телевизионных художественно-постановочных программ телеканала «Культура».

## Награды и звания
- Заслуженный артист Республики (1934)
- Народный артист РСФСР (1935)
- Народный артист СССР (1947)
- 2 ордена Трудового Красного Знамени (14.01.1947; 06.03.1950[19])
- Орден «Знак Почёта» (01.02.1939) — за исполнение главной роли в фильме «Иудушка Головлёв» (1933) и роли Печенегова в фильме «Враги» (1938)
- Медаль «За оборону Ленинграда»
- Медаль «За доблестный труд в Великой Отечественной войне 1941—1945 гг.»
- Медаль «За оборону Ленинграда»
- Медаль «В память 250-летия Ленинграда»

## Память
- В Санкт-Петербурге на доме по адресу Потёмкинская улица, 9 в 1968 году была установлена мемориальная доска (архитектор Владимир Васильковский) с текстом: «В этом доме с 1927 года по 1965 год жил народный артист СССР Владимир Ростиславович Гардин»[20].